# L.A.P.D.
L.A.P.D. («Любовь и мир, чувак» — англ. Love and Peace Dude, позднее «Смеясь над тем, как умирают люди» — англ. Laughing as People Die) — американская рок-группа, наиболее известная тем, что в её состав входили будущие музыканты Korn (за исключением Джонатана Дэвиса, который до Korn пел в другой американской рок-группе, Sexart).

## История
L.A.P.D. была сформирована в конце 80-х в Бейкерсфилде, Калифорния. Подписав контракт с Triple X Records, группа выпустила в 1989 EP Love and Peace, Dude. Полноформатный альбом Who’s Laughing Now последовал 3 мая, 1991, но после года турне Морилл, страдающий наркозависимостью, покинул группу. Музыканты группы встретили вокалиста Sexart Джонатана Дэвиса во время выступления в клубе, и решили переехать в Лос-Анджелес, где они начали заново под названием Korn. Полный сборник записей L.A.P.D. было выпущено в 1997 и включало в себя Love and Peace, Dude EP и Who’s Laughing Now.

## Состав
- Ричард Морилл — вокал (1989—1992). После ухода сформировал Supermodel, ESex
- Джеймс «Манки» Шаффер — гитара (1989—1992). После ухода сформировал Korn.
- Реджинальд «Филди» Арвизу — бас-гитара. (1989—1992). После ухода сформировал Korn.
- Дэвид Сильверия — ударные (1989—1992). После ухода сформировал Korn.

## Дискография

### Альбомы и EP
- 1989 — Love and Peace, Dude EP
- 1991 — Who’s Laughing Now

### Сборники
- 1997 — L.A.P.D.